# Carl Ferdinand Fabritius
Carl Ferdinand Fabritius (* 1637 in Warschau; † 21. Januar 1673 in Wien) war ein deutscher Maler, der im dritten Viertel des 17. Jahrhunderts in Wien, Mainz und Paderborn wirkte.

## Leben
1637 in Warschau geboren, gelangte Fabritius früh in die Lehre des Malers Johann Ludwig Kegl in Wien. Dort lernte er auch die Gemäldesammlung der Wiener Hofburg kennen und scheint sie ausführlich studiert zu haben. Nach seiner Heirat im Stephansdom 1659 übersiedelte er vermutlich durch Kontakt mit dem Mainzer Domherrn Caspar Dietrich von Fürstenberg, der sich 1658 und 1661 am Wiener Hof aufhielt, nach Mainz, wo er auch Vater eines Sohnes wurde. Caspar Dietrich von Fürstenbergs Bruder Ferdinand von Fürstenberg, Bischof von Paderborn, holte Fabritius wohl um die Jahreswende 1663/64 nach Paderborn, wo er bis 1667 im fürstbischöflichen Schloss Neuhaus als Maler nachweisbar ist. Seit 1670 wohnte er in der Wiener Leopoldstadt, wo er sich am 21. Januar 1673 erschoss.

## Werke

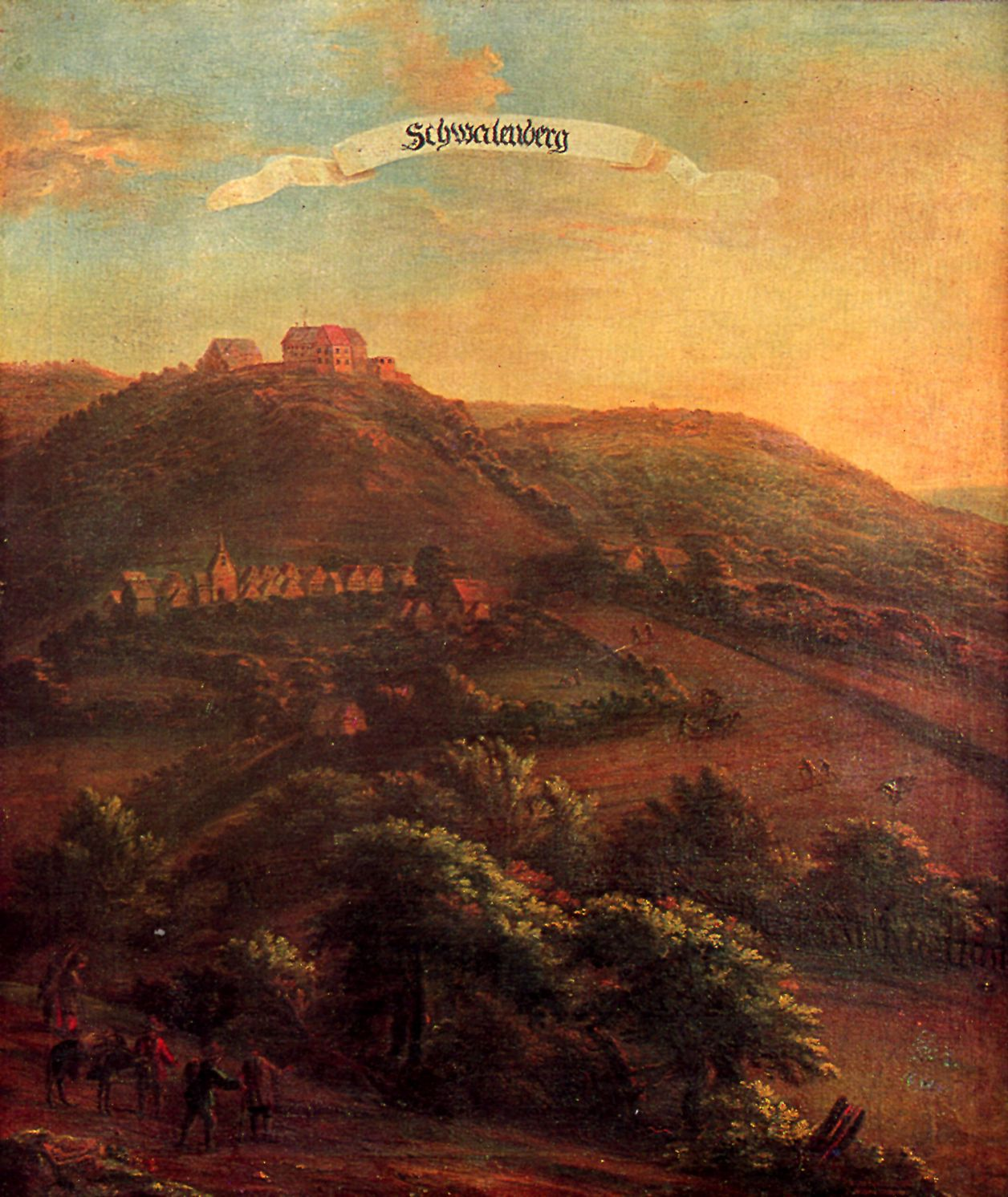
Schwalenberg

Fabritius Werk ist – nicht zuletzt durch die Namensgleichheit mit der in etwa zeitgenössischen niederländischen Malerfamilie Fabritius – noch unzureichend erforscht. Drei Werkgruppen sind erkennbar: Altargemälde (erhalten in Paderborn, Schloss Neuhaus, Warburg und Schloss Herdringen bei Arnsberg); Historienbilder (überwiegend im Schloss Münster, bis 1945 zerstört) sowie Landschaften. Sie gliedern sich in eine Reihe von Ideallandschaften (Mainz, Landesmuseum; Wien, Kunsthistorisches Museum; Attendorn, Burg Schnellenberg; Privatbesitz) sowie – als sein bekanntestes Werk – einen Zyklus von 63 Veduten von Orten im Hochstift Paderborn, die im historischen Gebäude der Theologischen Fakultät und des Theodorianum in Paderborn erhalten sind. Der überwiegende Teil seiner Gemälde ist signiert, aber nur die Veduten sind, von Ausnahmen abgesehen, auch datiert.

## Der Vedutenzyklus
Die Landschaftsporträts aus dem Hochstift Paderborn bilden in der Regel die ältesten Darstellungen der Städte, Dörfer, Klöster und Adelssitze in Ostwestfalen. Entstanden zwischen 1664 und 1667, bilden sie die Objekte im Zustand nach dem Dreißigjährigen Krieg ab, der substanziell nahezu ausnahmslos mit dem des Spätmittelalters identisch ist, allerdings mit Kriegszerstörungen; die Welle der baulichen Erneuerungen setzte 1666/67 ein.
Fabritius hat vor Ort Zeichnungen erstellt, was zum einen durch zwei Selbstporträts auf Veduten dokumentiert ist (Warburg und Brakel), sich zum anderen aus der bemerkenswerten Detailtreue der Darstellungen erschließt, die durch erhaltenen Baubestand belegt ist. Seine heute noch erkennbaren Standorte für die Vorzeichnungen zeigen auch, dass er in geringem Bereich objektparallel hin und her ging, um in der Realität einander verdeckende Einzelheiten in den Darstellungen nebeneinander aufzureihen.
Die nach dem Tod Ferdinands von Fürstenberg 1683 erstellten Inventarlisten des Schlosses in Neuhaus zeigen, dass die Gemälde nicht etwa in barocker Manier dicht gedrängt hingen wie z. B. in der Wiener Hofburg bzw. in Brüssel, sondern dass wenige Gemälde jeweils einen Raum schmückten, fast ausschließlich nicht in den Privatgemächern Ferdinands, sondern in den allgemein zugänglichen Bereichen. Das erklärt die sehr unterschiedlichen Formate, die sich nach den Schmalseiten in vier Gruppen gliedern. Die größte Vedute ist die von Paderborn mit 300 × 181 cm, die kleinsten messen etwa 104 × 85 cm.

## Rezeption
Offenbar begannen besonders die dargestellten Städte früh, sich Kopien von anderen Malern erstellen zu lassen. Als in den Jahren zwischen 1782 und 1785 der Paderborner Maler Ferdinand Woltemuth (Woltemate) einige offenbar schwer beschädigte Veduten erneuerte, scheint er dabei zahlreiche Kopien hergestellt und verkauft zu haben. Auch für Buchillustrationen dienten die Veduten als Vorlagen (Johann Conrad Pyrach), vor allem aber verwendete Johann Georg Rudolphi zahlreiche von Fabritius’ Gemälden für die zweite, 1672 erschienene Auflage der Monumenta Paderbornensia, einer Art Landesgeschichte von Ferdinand von Fürstenberg, wobei er sie zum Teil frei umgestaltete.

## Erhaltungszustand
Der überwiegende Teil aller bislang bekannten Gemälde von Fabritius, die öffentlich präsentiert werden, ist in gutem Zustand. Das gilt inzwischen auch für den Vedutenzyklus, dessen durch die Säkularisation bedingt unklaren Eigentumsrechte entschieden werden konnten. Daran schloss sich 2002/03 eine Restaurierung der Gemälde an, die besonders die Schäden durch eine Restaurierung 1910 kompensieren konnte.